# جورجیا

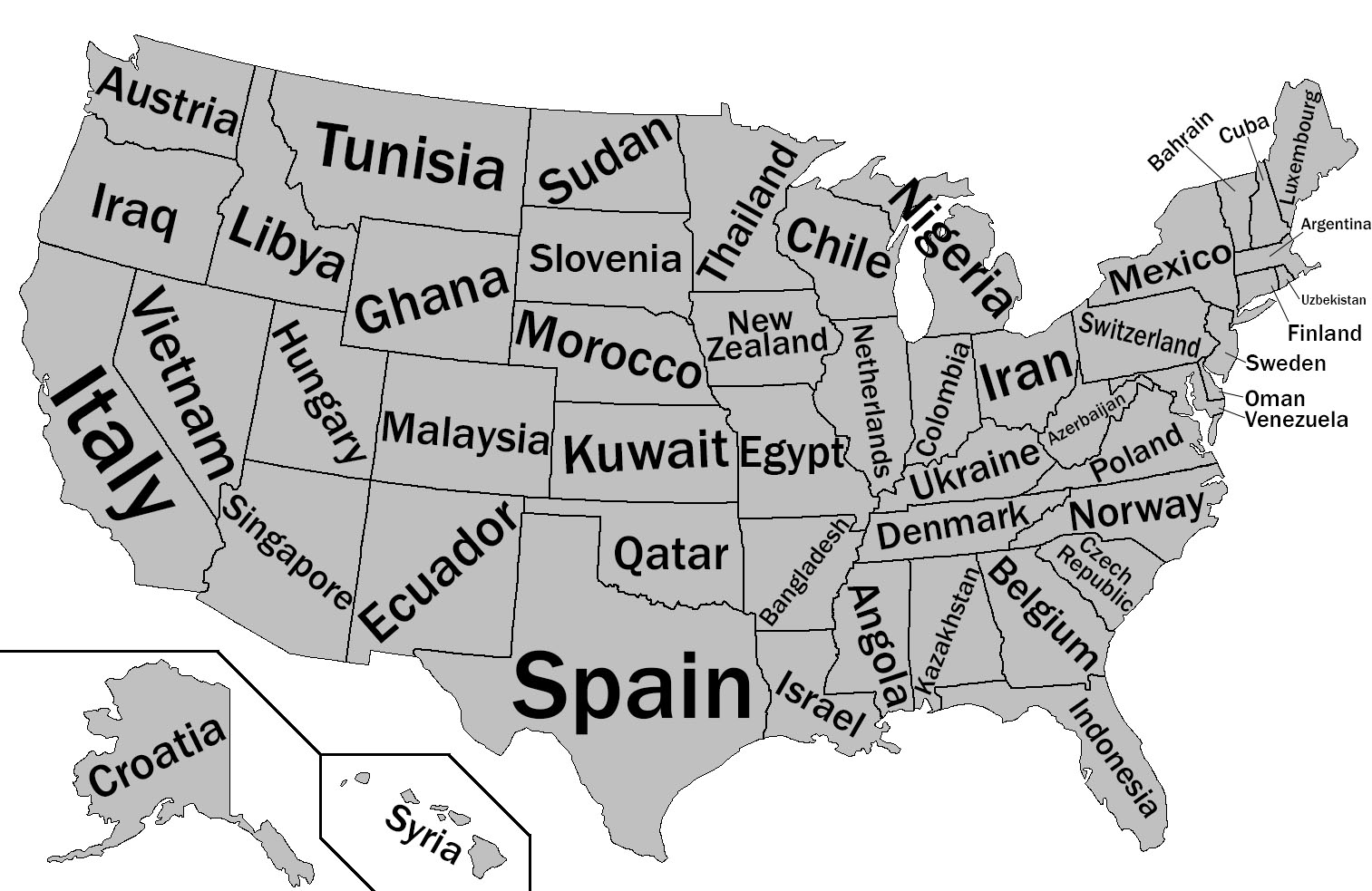
مقایسهٔ تولید ناخالص داخلی ایالت‌های آمریکا با کشورهای دیگر در سال ۲۰۱۲. ایالت جورجیا در این نقشه با کشور بلژیک مقایسه شده‌است.

جورجیا (به انگلیسی: Georgia) یکی از ایالت‌های جنوبی آمریکا است. این ایالت یکی از سیزده ایالتی است که در جریان انقلاب آمریکا علیه سلطه بریتانیا قیام کردند. پایتخت و شهرهای مهم آن ساوانا، آتلانتا و آگوستا است.

## نام
این ایالت به افتخار جرج دوم پادشاه بریتانیا، نامگذاری شده‌است.

## مردم
اکثر مردمان این ایالت سفیدپوست هستند اما تعداد زیادی از سیاه‌پوستان نیز در آن ساکنند. همچنین جمعیت ایرانی‌تبار قابل توجهی در این ایالت ساکن است.

## اقتصاد
در سال ۲۰۱۲، این ایالت تولید ناخالص داخلی برابر با ۴۶۹٬۸۰۹ میلیارد دلار داشت، که قابل مقایسه با تولید ناخالص داخلی کشور آرژانتین (۴۷۵٬۵۰۲ میلیارد دلار) بود.
شبکه جهانی سی‌ان‌ان (CNN) و شرکت دلتا ایرلاینز در آتلانتا واقع‌اند.

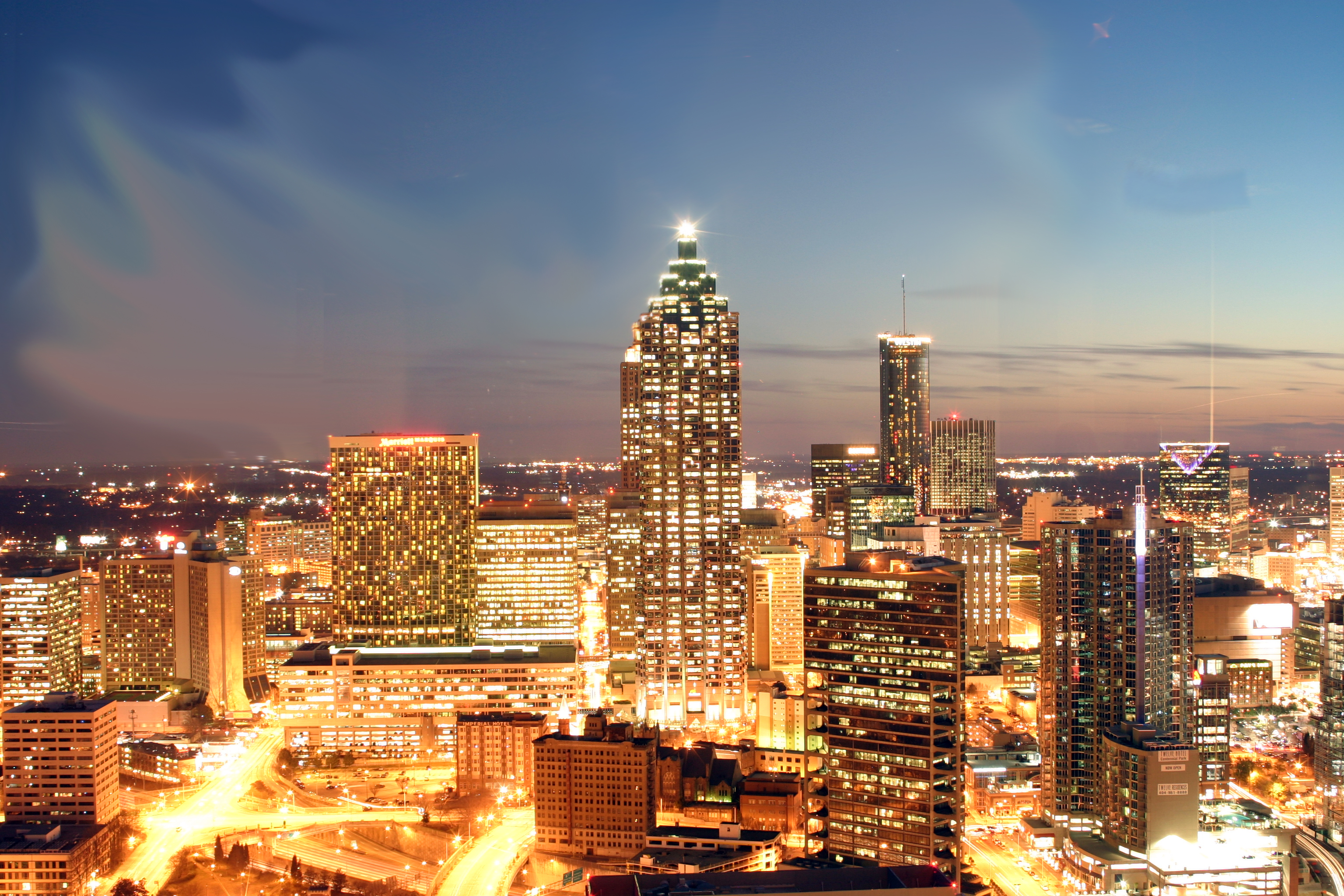
شهر آتلانتا

## مشاهیر
از افراد مشهور این ایالت می‌توان شیخ آهنین، کارسون مک‌کولرز، مدلین پرو، جیمی کارتر، ری چارلز، لارنس فیشبرن، مارتین لوتر کینگ، الن جکسون، چندلر ریگز، ری استیونز و شخصیت اصلی رمان بربادرفته یعنی اسکارلت اوهارا را نام برد.

## مراکز علمی و فرهنگی مشهور
مؤسسه فناوری جورجیا در رشته‌های فنی‌مهندسی دارای اعتبار بسیار بالایی در ایالات متحده است. دانشگاه اموری (Emory) نیز در رشته‌های مدیریت، علوم انسانی، و علوم پزشکی در سطح کشور بسیار شناخته شده‌است. جیمی کارتر رئیس‌جمهور پیشین ایالات متحده عضو هیئت علمی این دانشگاه است.
- دانشگاه اموری
- دانشگاه جورجیا
- مؤسسه فناوری جورجیا
- دانشگاه ایالتی جورجیا
- کتابخانه و موزه جیمی کارتر

## پیوند به خارج

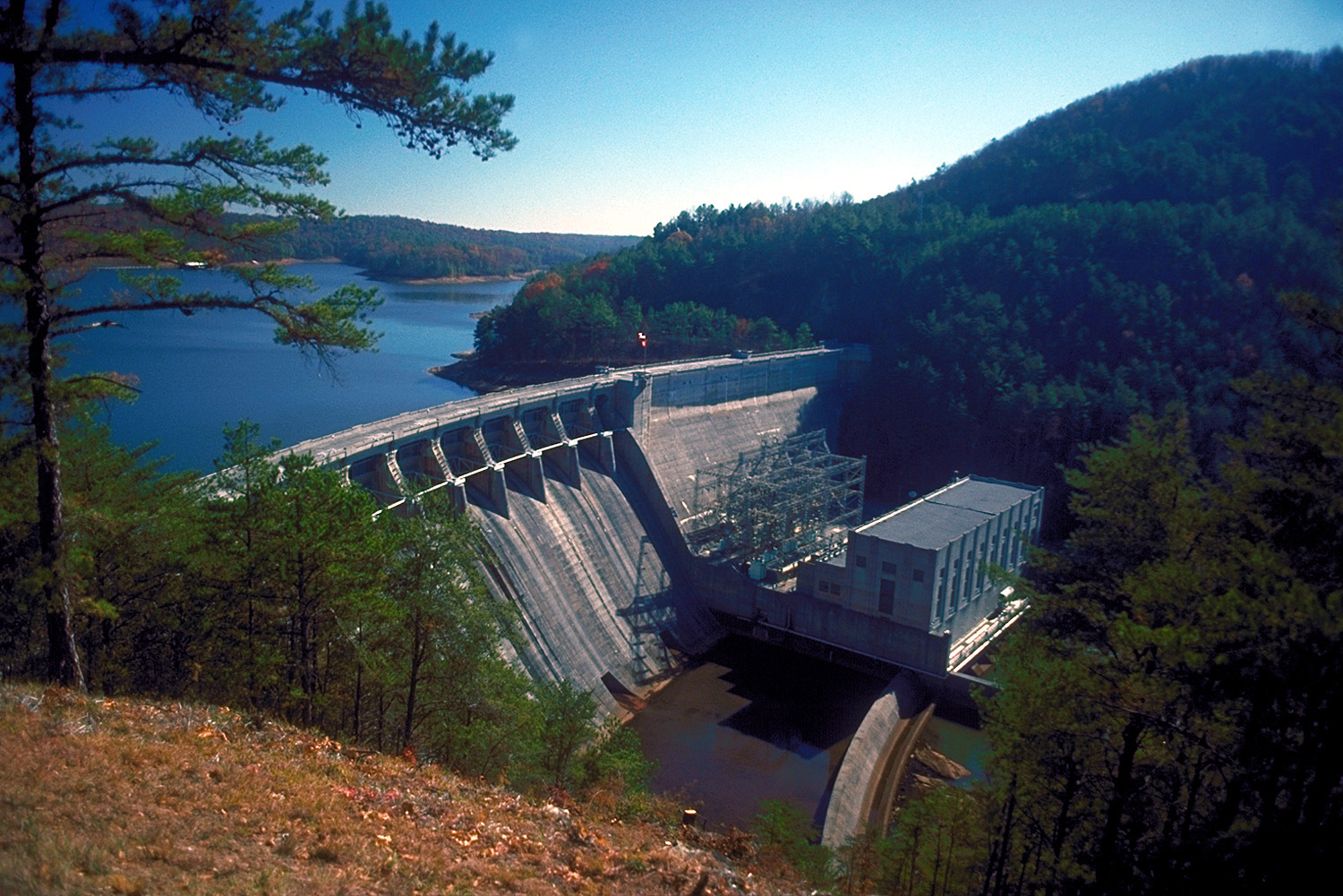
سد آلاتونا بر روی رودخانه اتووا در جورجیا

- Atlanta-Persians.com
- Persian Community Center of Atlanta بایگانی‌شده  در ۲۳ اکتبر ۲۰۱۶ توسط Wayback Machine
- اعتراض ایرانیان مقیم آتلانتا
- ایستگاه رادیویی ایرانیان آتلانتا
- Iranian Student Association at Georgia Tech
- مرکز زبان فارسی در دانشگاه اموری
- اتاق بازرگانی کلان‌شهر آتلانتا